# 安妮·莫蒂默
安妮·莫蒂默（英語：Anne Mortimer，1388年12月27日—1411年9月22日），英格蘭國王愛德華四世和理查三世的祖母。
安妮的祖母菲利帕为爱德华三世次子克拉伦斯公爵莱奥内尔的独生女，故无子女的理查二世将菲利帕、安妮的父亲罗杰、安妮的弟弟埃德蒙先后立为储君，但亨利四世政变登基，埃德蒙失去继位机会，与弟弟罗杰都被亨利四世监护，安妮和妹妹埃莉诺则由母亲埃莉诺太夫人照顾。1405年母亲去世后，她们陷入赤贫。
埃德蒙和罗杰都没有子女，他们死后，安妮的儿子理查继承了埃德蒙的权利，并最终以此为由要求王位，这也成为红白玫瑰战争的起因之一。理查的两个儿子后来登基为王，即爱德华四世和理查三世。

## 家庭
1408年，安妮與科尼斯伯勒的理查結婚，兩人共有2子1女：
1. 伊莎貝爾（英语：Isabel of Cambridge, Countess of Essex）（1409年—1484年），埃塞克斯伯爵夫人
2. 约克的亨利
3. 理查（1411年—1460年），約克公爵

安妮在生下理查后在当天很快去世。